# 国境なき記者団
国境なき記者団（こっきょうなききしゃだん、フランス語: Reporters Sans Frontières [RSF]、英語: Reporters Without Borders [RWB]）は、言論の自由（または報道の自由）の擁護を目的としたジャーナリストによる非政府組織。1985年、フランスの元ラジオ局記者であるロベール・メナール事務局長の手によってパリで設立された。

## 概要
世界中で拘禁されたジャーナリストの救出、死亡した場合は家族の支援、各国のメディア規制の動きへの監視・警告を主な活動としている。2002年以降、『世界報道自由度ランキング』（World press freedom index）を毎年発行している。2006年11月には「インターネットの敵（Enemies of the Internet）」13カ国を発表し、2014年現在には19カ国が挙げられている。
近年では中国のYahoo!とGoogle（谷歌）に対して、インターネットの検閲をしないように要請したことがある。2008年4月にはメナール事務局長が北京オリンピックの聖火リレーを、実力を以って妨害した事で話題になった。8月には、開会式に合わせて駐フランス中国大使館前でデモを計画したが計画は認められず、シャンゼリゼ通りでの実行に切り替えている。
2007年、台湾民主基金会からアジア民主・人権賞を授与された。
2009年6月のイラン大統領選挙に関して、マフムード・アフマディーネジャード大統領（当時）の陣営による、検閲や報道関係者の取締りが行われたとして、選挙結果の不承認を各国に呼びかけている。
一方、日本に対しては従来から記者クラブ制度を「排他的で報道の自由を阻害している」と強く批判しているほか、2011年の福島第一原子力発電所事故に関連した報道規制や特定秘密保護法など、日本国政府の情報公開の不透明さ、法律による報道の公平性の維持に対して警告を発している。
2022年12月14日、取材活動などが原因で拘束されているジャーナリストが、12月1日時点で533人を記録したと発表した。1995年の調査開始以来、最多。最多となるのは2021年の488人に続き2年連続。国別で最多は中国で110人、ついでミャンマーの62人、イランの47人が続く。また殺害されたジャーナリストは57人、うち8人はウクライナで命を落とした。

## 財源
資金全体の19%はアメリカ合衆国、カナダ、及び西ヨーロッパの各国政府および組織から出ており、メナール事務局長によれば、予算の11%がフランス政府、欧州安全保障協力機構、国際連合教育科学文化機関、フランコフォニー国際機関などからの政治援助であり、フランス政府からの寄付は4.8%を占める。また、さまざまな個人寄付を受けており、ソロス財団（オープン・ソサエティ財団）、全米民主主義基金（NED）、自由キューバセンターなどが含まれる他、広告会社Saatchi & Saatchiが広告キャンペーン（たとえばアルジェリアにおける検閲問題などについて）を無料で行なっていることで知られる。
なお、NEDと自由キューバセンターが、アメリカ合衆国連邦政府によって設置されている事に関しては、フランス部門のダニエル・ジャンカ副代表が「国境なき記者団の中立性を損なっていない」と述べている。

## インターネットの敵
ネット検閲など、情報統制を行っている国を国境なき記者団が調査したものである。
下表は、2006年から2014年までにインターネットの敵（Enemies of the Internet：表中では「敵」）もしくは監視対象（Countries Under Surveillance：表中では「監視」）として挙げられた国の一覧である。表中の「解除」は、敵もしくは監視対象の指定から解除されたことを示す。解除後に再度、敵もしくは監視対象として指定された国も存在する。
| 国名             | 2014 | 2013 | 2012 | 2011 | 2010 | 2009 | 2008 | 2007 | 2006 |
| ---------------- | ---- | ---- | ---- | ---- | ---- | ---- | ---- | ---- | ---- |
| イラン           | 敵   | 敵   | 敵   | 敵   | 敵   | 敵   | 敵   | 敵   | 敵   |
| キューバ         | 敵   | 敵   | 敵   | 敵   | 敵   | 敵   | 敵   | 敵   | 敵   |
| 北朝鮮           | 敵   | 敵   | 敵   | 敵   | 敵   | 敵   | 敵   | 敵   | 敵   |
| サウジアラビア   | 敵   | 敵   | 敵   | 敵   | 敵   | 敵   | 敵   | 敵   | 敵   |
| シリア           | 敵   | 敵   | 敵   | 敵   | 敵   | 敵   | 敵   | 敵   | 敵   |
| トルクメニスタン | 敵   | 敵   | 敵   | 敵   | 敵   | 敵   | 敵   | 敵   | 敵   |
| ウズベキスタン   | 敵   | 敵   | 敵   | 敵   | 敵   | 敵   | 敵   | 敵   | 敵   |
| ベトナム         | 敵   | 敵   | 敵   | 敵   | 敵   | 敵   | 敵   | 敵   | 敵   |
| 中華人民共和国   | 敵   | 敵   | 敵   | 敵   | 敵   | 敵   | 敵   |      |      |
| ベラルーシ       | 敵   | 敵   | 敵   | 監視 | 監視 | 監視 | 敵   | 敵   | 敵   |
| バーレーン       | 敵   | 敵   | 敵   | 監視 | 解除 | 監視 | 監視 |      |      |
| アラブ首長国連邦 | 敵   | 監視 | 監視 | 監視 | 監視 | 監視 | 監視 |      |      |
| インド           | 敵   | 監視 | 監視 | 監視 | 監視 | 監視 | 監視 |      |      |
| ロシア           | 敵   | 監視 | 監視 | 監視 | 監視 |      |      |      |      |
| エチオピア       | 敵   |      |      |      |      |      |      |      |      |
| イギリス         | 敵   |      |      |      |      |      |      |      |      |
| パキスタン       | 敵   |      |      |      |      |      |      |      |      |
| スーダン         | 敵   |      |      |      |      |      |      |      |      |
| アメリカ合衆国   | 敵   |      |      |      |      |      |      |      |      |
| エジプト         | 監視 | 監視 | 監視 | 監視 | 敵   | 敵   | 敵   | 敵   | 敵   |
| チュニジア       | 監視 | 監視 | 監視 | 監視 | 敵   | 敵   | 敵   | 敵   | 敵   |
| カザフスタン     | 監視 | 監視 | 監視 | 監視 | 監視 | 監視 | 監視 |      |      |
| タイ             | 監視 | 監視 | 監視 | 監視 | 監視 | 監視 | 監視 |      |      |
| オーストラリア   | 監視 | 監視 | 監視 | 監視 | 監視 | 監視 |      |      |      |
| 韓国             | 監視 | 監視 | 監視 | 監視 | 監視 | 監視 |      |      |      |
| トルコ           | 監視 | 監視 | 監視 | 監視 | 監視 |      |      |      |      |
| エリトリア       | 監視 | 監視 | 監視 | 監視 | 解除 | 監視 | 監視 |      |      |
| スリランカ       | 監視 | 監視 | 監視 | 監視 | 解除 | 監視 | 監視 |      |      |
| マレーシア       | 監視 | 監視 | 監視 | 監視 | 解除 | 監視 | 監視 |      |      |
| フランス         | 監視 | 監視 | 監視 | 監視 |      |      |      |      |      |
| ミャンマー       | 解除 | 敵   | 敵   | 敵   | 敵   | 敵   | 敵   | 敵   | 敵   |
| リビア           |      |      | 解除 | 監視 |      | 解除 | 監視 |      |      |
| ベネズエラ       |      |      | 解除 | 監視 |      |      |      |      |      |
| イエメン         |      |      |      |      | 解除 | 監視 | 監視 |      |      |
| ヨルダン         |      |      |      |      |      | 解除 | 監視 |      |      |
| タジキスタン     |      |      |      |      |      | 解除 | 監視 |      |      |

北朝鮮では、朝鮮総連等の好意的サイト以外を遮断、中国ではグレート・ファイアウォールによるネット検閲、サウジアラビアではイスラエル国のサイトを遮断していることが理由に挙げられる。アメリカでは2013年に発覚したNSAによる「PRISM」の問題、イギリスではGCHQのデータ監視システム、ロシアではFSBによる統制が行われていることが要因となっている。
オーストラリアでは検閲の合法化及び検閲の実施など、韓国では実名制による匿名性の欠如、ネットに関する不可解な事実などが理由とされている。

## 世界報道自由度ランキング
| 非常に深刻な状態（規制） 深刻な状態 | 問題な状態 十分な状態 | 良好な状態（自由） 不明・データなし |

2022年 世界報道自由度ランキング
非常に深刻な状態（規制）
深刻な状態
問題な状態
十分な状態
良好な状態（自由）
不明・データなし

2002年以降、毎年14の団体と130人の特派員、ジャーナリスト、調査員、法律専門家、人権活動家らが、それぞれの国の報道の自由のレベルを評価するため、50の質問に回答する形式で指標が作成される。その指標を基づいて発行されたリストが世界報道自由度ランキング（World Press Freedom Index）である。
ウェブサイト上で調査方法やスコアの計算式、アンケートの質問項目などを公開している。

### 日本の順位
| 年   | 順位         | 当時の首相 |
| ---- | ------------ | ---------- |
| 2002 | 26           | 小泉純一郎 |
| 2003 | 44           | 小泉純一郎 |
| 2004 | 42           | 小泉純一郎 |
| 2005 | 37           | 小泉純一郎 |
| 2006 | 51           | 小泉純一郎 |
| 2007 | 37           | 安倍晋三   |
| 2008 | 29           | 福田康夫   |
| 2009 | 17           | 麻生太郎   |
| 2010 | 11           | 鳩山由紀夫 |
| 2011 | （発表なし） | 菅直人     |
| 2012 | 22           | 野田佳彦   |
| 2013 | 53           | 安倍晋三   |
| 2014 | 59           | 安倍晋三   |
| 2015 | 61           | 安倍晋三   |
| 2016 | 72           | 安倍晋三   |
| 2017 | 72           | 安倍晋三   |
| 2018 | 67           | 安倍晋三   |
| 2019 | 67           | 安倍晋三   |
| 2020 | 66           | 安倍晋三   |
| 2021 | 67           | 菅義偉     |
| 2022 | 71           | 岸田文雄   |
| 2023 | 68           | 岸田文雄   |

日本も、2010年（民主党政権の鳩山内閣当時）まで一桁台の指標が続き世界の中でもトップクラスの順位を誇っていたが、2010年の尖閣諸島中国漁船衝突映像流出事件や、2011年の東京電力福島第一原子力発電所事故をはじめとした報道の不透明さや政府などから開示される情報量の少なさ、記者クラブ制度の閉鎖性、2013年（第2次安倍内閣当時）には特定秘密保護法の制定などを理由として、年々指標を下げ続けており順位も11位から2016年（第3次安倍内閣）にはついに180カ国中72位まで落としている。
順位は2016年時点では憲法裁判所の権限を大幅に制限する法律を作り、公共放送や通信社を国有化し幹部人事を掌握する報道機関の独立性を制限する法案が成立させ、公共放送のトップも交代させたランキング47位のポーランド、裁判官の退職年齢を早めたりメディア規制を次々に行った67位のハンガリー、中国共産党に批判的な書籍の出版・販売を行っていた書店の関係者5人が失踪し中国当局が強制的に連行した可能性が指摘されている70位の香港などより低くなっている。なお、日本は「問題な状態」に指定されている。
一方、アメリカの人権団体「フリーダム・ハウス」の発表する「報道の自由度ランキング」では199カ国中48位（2017年）で、「報道の自由がある」という評価である。
両者の間で評価が異なる一因として、前者は質的調査を当該国の報道関係者・弁護士・研究者などへのアンケートに依存しており、これらのグループの自国政府への感情等によって評価が左右されることが指摘されている（後述）。

#### 世界報道自由度ランキングにおける日本の順位に対する批判
- NEWSポストセブンでは、「報道の自由度はタンザニア以下?国境なき記者団順位の決め方」（2016.06.20）において、2010年に11位だった日本が2016年には香港などより低い72位まで下げたことに疑問を呈し、国境なき記者団アジア太平洋デスクのベンジャミン・イシュマルに順位下落の理由を聞いている。それによると、「イシュマル氏から英文メールで回答が寄せられ、『日本の回答者が、以前より厳しく評価したということだ』とし、わざわざ大文字で『THEY』と書き、『“彼ら”がそう答えたからこうなったのだ』とコメントした」と報じた[35]。その「彼ら」について、回答者の人選に関わった国境なき記者団・日本の瀬川牧子特派員も、「20人の回答者の個人名を出すことはできません」と答えている[35]。同記事で須田慎一郎が「民主党政権時代は記者クラブが開放されて、オープンな記者会見になったが、自民党政権になったら元に戻り、結果的に締め出された外国人ジャーナリストが怒り、それがランキングに影響を与えたのではないか」「秘密保護法でなくマスコミが記者クラブに触れないのが問題」などと言っている[35]。
- 元フジテレビの安倍宏行も報道の自由度ランキングで日本が順位を下げた理由として、政府の圧力というよりは順位低下の理由は他にあるとして、2011年のフジテレビ抗議デモ以降、テレビ局がネット炎上を恐れて「無駄に批判を招くような番組は自粛しよう」という空気が蔓延し、忖度などが横行しているからだとした。批判を恐れるあまりニュースのバラエティー化に邁進している放送局の怠慢であるとしている[36]。
- 小川榮太郎も国境なき記者団が電通と癒着していると主張している。また報道の自由度ランキングについては調査方法も内容も根拠も公表されていないとし、「これだけ大きな調査をしているのなら、誰が関わっていてどんな調査をしているのかを公表してもらわないと困ります」と述べている[37]。
- 窪田順生も2016年の日本の順位72位は日本の報道環境を客観的に評価したのではなく、日本の報道環境の改革をさせるための「情報操作」であると主張した[38]。
- 政府に批判的なジャーナリストである江川紹子も、「（日本よりランク上位の）国々よりも、『日本は報道の自由が低い』と言われても、ピンとこないのが本当のところである」とした。またアンケートについて「主観の入る問いが多いわりに、どういう人たちが選ばれ、どのように評価対象を割り振っているのかもよく分からない」「評価のために一定のものさしが各国に当てられているかも不明だ」とした上で「漠然とした『報道の自由』を比べた『国境なき』のランキングからは、私自身は学ぶところがあまり感じられない」「ランクの低さに衝撃を受ける必要もないのではないか」と評している[32]。